# 126161 Piazzano
126161 Piazzano è un asteroide della fascia principale interna. Scoperto nel 2002, presenta un'orbita caratterizzata da un semiasse maggiore pari a 2,360003 UA e da un'eccentricità di 0,081490, inclinata di 2,417277° rispetto all'eclittica. Ha un diametro di 2,285 km e un'albedo di 0,102.
È dedicato al villaggio di Piazzano, dove i due scopritori hanno iniziato le loro osservazioni.